# スターリングラードの凶賊
『スターリングラードの凶賊』（スターリングラードのきょうぞく）は、速水螺旋人による日本の漫画。『楽園 Le Paradis』（白泉社）にて、第38号（2022年2月28発売）から第47号（2025年2月28日発売）まで連載された。
スターリングラード攻防戦が始まる1942年6月から終わって1か月後の1943年3月までの物語であり、作中の年月が各話タイトルとなっている。2巻の話間に、各話時系列に沿った作者によるスターリングラードの解説のページが挟まる。

## あらすじ
1942年から1943年、独ソ戦中のスターリングラード。美少年拳銃使いのルスランカと東洋人詐欺師のトーシャが、祖国や大義のために戦うわけでもないならず者として、依頼を受けたり戦火に巻き込まれたりしながら駆け回る、敵味方入り乱れるガンアクション。

## 登場人物
ルスランカ
二丁拳銃でトカレフを操る腕の立つ拳銃使い。金髪の自他ともに認める美少年。ママイに本来依頼された人間ではないが成り行きでトーシャと協力するようになる。ロシアの農村出身でNKVDを嫌う。幼少期に公爵令嬢に銃の腕を仕込まれているが後に決別、公爵令嬢がスターリングラードで生きていることを知り復讐を狙う。
トーシャ
東洋人の詐欺師。銃の腕はないが口八丁手八丁で嘘が上手い。語学に堪能であり、その時その時に都合のいい国の人間を詐称する。移送中の囚人としてNKVDに殺されかけたところ、機転によりルスランカと協力し難を逃れ、他に行く場所もないので十字路砦にしばらく居座る。トシヤと名乗るがかつての友人の名で偽名であり、トーシャと呼ばれるようになる。FAI側のアナキストとしてスペイン内戦に従軍した経験がある。
ママイ
十字路砦の世話役の一人。ルスランカの雇い主であり、ルスランカとトーシャに様々な依頼をする。よく何かを食べており太っている。
公爵令嬢
公爵令嬢と名乗る、左目に眼帯を付けている老婆。スターリングラードにてナチス・ドイツ軍に協力し暗躍する。美しく銃の才能があるルスランカに執着し、幼少期から拳銃使いとして仕込むが後に決別する。1918年時点ではサンクトペテルブルクに住む公爵家の令嬢であった。
火打石
公爵令嬢が現在連れている拳銃使いであり、公爵令嬢に認められることを望む。モーゼルを操る。褐色の肌に黒い髪を持ちツィガーンだと言われるが、孤児院育ちで親を知らないため不明。ソ連軍に志願するが後にドイツ軍の捕虜となる、その時に公爵令嬢に出会う。

## 用語
十字路砦
ならず者のための宿屋。諸国のならず者が出入りする政府に秘密の根城。石臼と名乗る老人が主人となり、その下に数人の世話役がいる。砦内での暴力沙汰は禁じられている。後にドイツのものでもソ連のものでもない地として、スターリングラード郊外の難民村の中に引っ越す。

## 書誌情報
- 速水螺旋人『スターリングラードの凶賊』 白泉社〈楽園コミックス〉、全2巻
  1. 2023年9月29日発売[3]、ISBN 978-4-592-71228-2
  2. 2025年4月30日発売[4]、ISBN 978-4-592-71256-5